# Flabelo (Xiphosura)
O flabelo é um exopodito sensorial lateral dos Xiphosura. Localizado na coxa do quarto par de pernas tratores, em formato de espátula, auxilia no processo de limpeza das brânquias.